# سد بين الويدان

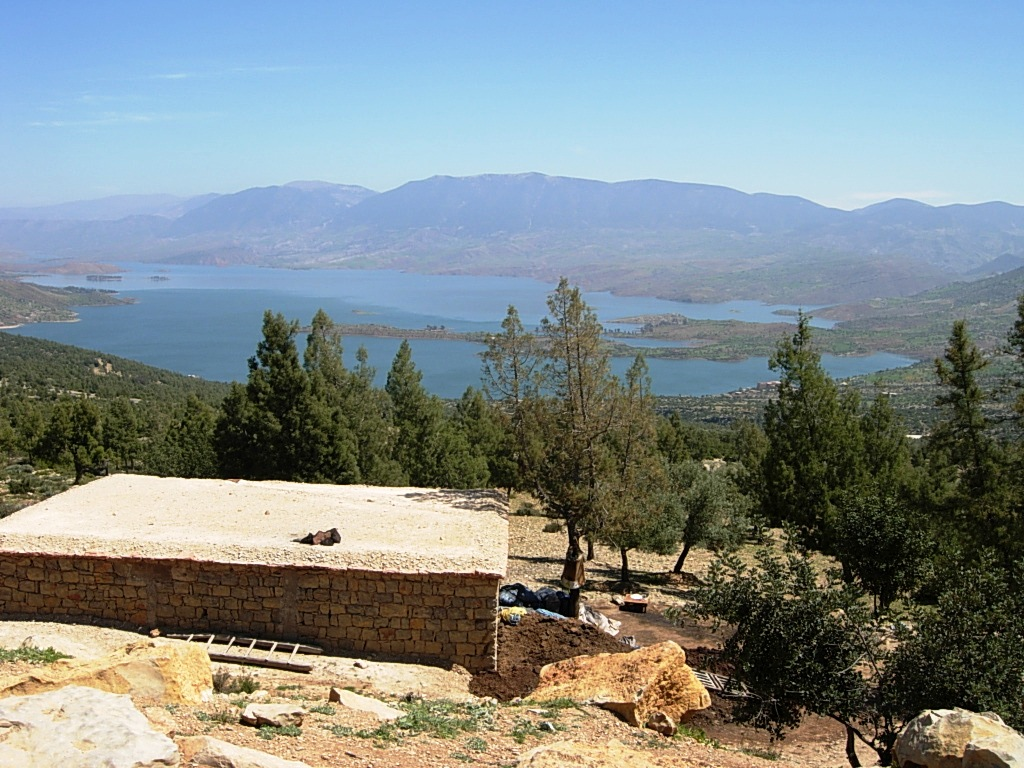
صورة لحوض المياه وراء السد والجبال المحيطة

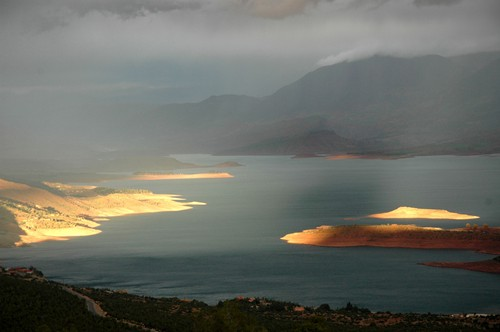
منظر عام للبحيرة الاصطناعية.

سد بين الويدان هو سد مائي في قرية بين الويدان بإقليم أزيلال المغربي.
تاريخ سد بين الويدان
ابتدأت الأشغال في السد سنة 1948، يصل علوّه إلى 132 متر وعرضه 290 متر، وتبلغ سعته 1,5 مليار ونصف متر مربع.
يقوم السد بتجميع مياه نهر احنصال ونهر وادي العبيد ويوجد على بعد كيلومترات عن آيت أعتاب، وبالقرب من واويزغت، وهو في النفود الترابي لإقليم أزيلال جهة تادلة أزيلال.
قنواته تخترق الجبال لكي تصب في المركّب الهيدروكهربائي في أفورار ويتم من خلالها سقي مئات الآلاف من الهكتارات في سهول تادلة إلى جهة تانسيفت في قلعة السراغنة.
المحطة الكهربائية تمكن من إنتاج 600 مليار كيلواط/ساعة، وتعتبر المحطة الثانية في المغرب من حيث إنتاج الطاقة الكهربائية. تبلغ بحيرة بين الويدان 3740 هكتار بعمق 120 متر وبنصبيب 2500 متر مكعب في الثانية. بدأ العمل باستغلاله سنة 1953.